# Miguel Ángel Alonso Oyarbide
Miguel Ángel Alonso Oyarbide, conegut com a Periko o Perico Alonso és un exjugador i exentrenador de futbol basc.
És el pare dels futbolistes en actiu Xabi i Mikel Alonso (al FC Bayern de Múnic i CD Tenerife respectivament). Periko Alonso era un centrecampista de caràcter defensiu, encara que tenia una bona potència en els llançaments a porteria. Va ser internacional amb la selecció espanyola.

## Biografia
Periko Alonso va començar jugant a futbol al Tolosa CF de la seva ciutat natal. En 1974 va ser fitxat per la Reial Societat de Futbol que el va integrar en el seu equip filial, el Sant Sebastià CF. Després de passar diversos anys en el filial va ser ascendit al primer equip el 1977 i va debutar amb la Reial Societat en la Primera divisió el 18 de setembre de 1977 amb 24 anys tot i arribar al futbol professional en la Reial va ser titular de l'equip realista durant 5 temporades. Aquestes temporades incloure 2 títols de Lliga (1980-81 i 1981-82), un subcampionat (1979-1980) i un 4t lloc a la Lliga (1978-1979),
Després de la disputa del Mundial de Futbol Espanya 1982, en què va ser titular amb la selecció espanyola, va ser traspassat al Futbol Club Barcelona per 70 milions de pessetes.
En les seves 2 primeres temporades va jugar de manera habitual i va ser titular en la major part dels partits. Va guanyar una Copa del Rei en la seva primera temporada i posteriorment la Supercopa d'Espanya. El 1984 l'arribada de Terry Venables a la banqueta culer el va deixar en l'ostracisme i tot just va jugar aquesta campanya. Engrossir el seu palmarès amb la Lliga 1984-85, però la seva aportació en aquell equip es va limitar a 2 partits en tota la temporada.

## Selecció espanyola
Va debutar amb la selecció espanyola el 24 setembre 1980 en un Hongria-Espanya. Va ser habitual en les convocatòries durant el període de preparació del Mundial d'Espanya 1982.
Va ser un dels titulars indiscutibles de la selecció espanyola al Mundial de Futbol d'Espanya 1982, on va jugar els 5 partits de la selecció. Aquest Mundial va ser també el seu comiat com a internacional, ja que després d'aquest no va tornar a ser convocat.

## Com a entrenador
Periko Alonso va començar la seva carrera com a entrenador al Tolosa CF juvenil. Posteriorment va dirigir al Sant Sebastià CF entre les temporades 89-90 i 91-92. La temporada 1993-1994 es va fer càrrec de la SD Beasain, equip que va entrenar fins a la temporada 94-95.
El 1995 es fa càrrec de la SD Eibar en la Segona divisió espanyola per tres temporades, equip amb el qual aconsegueix excel·lents resultats i acaricia l'ascens a la Primera divisió. El 1998 es va fer càrrec de l'Hèrcules CF.
El 2000-01 es va fer càrrec de la Reial Societat de Futbol de la Primera divisió espanyola en la jornada 7a de Lliga com a substitut de l'entrenador Javier Clemente. No obstant això, després de deu jornades al capdavant de l'equip, Alonso va dimitir del seu càrrec incapaç de redreçar el rumb de l'equip que sota la seva direcció va sumar 7 derrotes, 2 victòries i 1 empat i es trobava cuer. Després de la seva dimissió, Periko Alonso va anunciar la seva retirada com a entrenador i des de llavors no ha tornat a entrenar a cap club professional. El substitut d'Alonso al capdavant de la Reial Societat, John Benjamin Toshack, va prendre com una de les seves primeres mesures al fer-se càrrec de l'equip, repescar a Xabi Alonso, fill de Periko que es trobava en aquell moment cedit a la SD Eibar de Segona divisió. Paradoxalment la dimissió del pare va llançar la carrera futbolística del fill, que va ser a partir d'aquell moment meteòrica.

## Palmarès
Reial Societat
- Primera Divisió: 1980–81, 1981–82

FC Barcelona
- Primera Divisió: 1984–85
- Copa del Rei: 1982–83
- Supercopa d'Espanya: 1983
- Copa de la Lliga: 1982–83